# Saqib Bhatti
Mohammad Saqib Bhatti (né le 18 juin 1985) est un homme politique britannique du Parti conservateur qui est député pour Meriden depuis 2019.
Il obtient en 2007 un diplôme en droit de la London School of Economics. Il est comptable de profession.
Bhatti est d'origine pakistanaise. Il est nommé membre de l'Ordre de l'Empire britannique (MBE) dans les honneurs du Nouvel An 2020 "pour services à la diversité et à l'inclusion dans la communauté des affaires", alors qu'il est président de la Chambre de commerce du Grand Birmingham.